# Dactylaria lepida
Dactylaria lepida är en svampart som beskrevs av Minter 1980. Dactylaria lepida ingår i släktet Dactylaria, ordningen disksvampar, klassen Leotiomycetes, divisionen sporsäcksvampar och riket svampar.   Inga underarter finns listade i Catalogue of Life.